# П'ять «залізних законів» охорони природи П. Р. Ерліха
П'ять принципів або «залізних законів» охорони природи П. Р. Ерліха:
- В охороні природи можливі тільки успішна оборона або відступ. Наступ неможливий: вид або екосистема одного разу знищені, не можуть бути відновлені.
- Тривале зростання народонаселення світу та охорона природи принципово суперечать одне одному.
- Економічна система, охоплена манією зростання, і охорона природи також принципово протистоять одне одному.
- Не тільки для решти організмів, але і для людства смертельно небезпечно уявлення про те, що при виробленні рішень про використання Землі треба брати до уваги самі лише найближчі цілі й негайне благо Homo sapiens.
- Аргументи про естетичну цінність різних форм життя, про той інтерес, який вони представляють самі по собі, або заклики до співчуття по відношенню до наших, можливо, єдиних живих супутників у космосі в основному потрапляють у вуха глухих. Охорона природи має вважатися питанням добробуту і — в більш далекій перспективі — виживання людини.

Н. Ф. Реймерс запропонував до цих п'яти принципів П. Р. Ерліха додати ще один настільки ж «залізний» закон охорони природи — принцип унікальності: те, що не повторюється і неповторне — заслуговує особливої охорони. Унікальні пам'ятки природи (водоспади, екзотичні скелі, старі дерева та ін.) нерідко зберігаються в національних парках і на інших особливо охоронюваних територіях. Але частина з них взагалі не охороняється, наприклад, унікальні курортні райони Криму, Карпат, Закарпаття та ін.
Принципи охорони природи П. Р. Ерліха є наслідком фундаментальних законів розвитку біоценозів,  екосистем і  біосфери в цілому.